# Radek Rak
Radek Rak (született 1987-ben) lengyel állatorvos, aki leginkább a fantasy irodalom írójaként ismert.
Regényeket és novellákat egyaránt írt. Regényei több lengyel irodalmi díj nyertesei. A 2015-ben megjelent Kwiaty paproci („Páfrányvirágok”) című novellájával részt vett a Lengyel legendák című projektben.
A Baśń o wężowym sercu című művet Aleksander Nowak operává és Beniamin Maria Bukowski színpadra adaptálta.
Nős és Krakkóban él.

## Regények
- Kocham cię, Lilith (2014, első regénye[1])

Robert Z., egy szanatórium betege kapcsolatba kerül „Iwona démoni festőnővel” és az „intrikus doktornővel, Małgorzatával”. Iwona azonban hirtelen eltűnik, és kiderül, hogy Roberten kívül senki sem látta őt... A realisztikusan induló regény fokozatosan álomszerű, logikátlan, fantasztikus történetté válik... Végül megjelenik a címadó Lilith is...
- Puste niebo (2016)

A kiadó ismertetőjéből: „A regényt az elmúlt idők, egy soha nem létező város és egy olyan történelem utáni vágyakozás hozta létre, amely nem történhetett meg. A Puste niebo a varázslatos Lublinról, az egykori Kresy [„Keleti határvidék”] rendkívüli lakóiról és a túlvilág határvidékéről származó különös lényekről mesél. Radek Rak regénye mágikus realizmus az eredeti lengyel kiadásban”. A főhős, Tołpi, egy naiv fiatalember, összetöri a Holdat, és újat kell készítenie, mert a Hold nélküli élet megszakad.
Jelölték a Janusz A. Zajdel-díjra, és elnyerte a Jerzy Żuławski Irodalmi Díj arany fokozatát.
- Baśń o wężowym sercu albo wtóre słowo o Jakóbie Szeli (2019)

A regény lazán alapul a Jakub Szeláról, az 1846-os galíciai mészárlás néven ismert parasztfelkelés vezetőjéről szóló legendákon.
A regény számos lengyel irodalmi díjat nyert, többek között a Janusz A. Zajdel-díjat, a Nike Irodalmi Díjat, a Nowa Fantastyka-díjat és a Jerzy Żuławski Irodalmi Díjat.
- Agla. Alef (2022)

A kiadói összefoglalóból: „Az Agla egy merész kalandregény, de egyben egy éleslátó és megindító lélektani regény a felnőtté válásról és változásról, a szerelemről és a testiség felfedezéséről, a csalódott barátságokról, a kirekesztésről és a magányról, önmagunk megtalálásáról és a szó teljes értelmében vett emberré válásról.”
A Janusz A. Zajdel-díj, Jerzy Żuławski Irodalmi Díj, Nowa Fantastyka-díj (Az év lengyel könyve kategória) nyertese.
- Agla. Aurora (2023)

A kiadó összefoglalójából: „Agla. Aurora egy könyv arról, hogy a jó emberek véletlenül hogyan építik fel a totalitarizmust. És arról, hogy a kérdéseinkre adott válaszok gyakran másképp hangzanak, mint ahogyan szeretnénk.”
Jelölték a Zajdel-díjra, elölték a Nowa Fantastyka-díjra, de nem nyert.

### Magyarul
- A kígyószív legendája (Baśń o wężowym sercu albo wtóre słowo o Jakóbie Szeli) – Metropolis Media, 2024 · ISBN 9789635511198 · fordította: Hermann Péter, Keresztes Gáspár

## Fordítás
- Ez a szócikk részben vagy egészben  a   Radek Rak című angol Wikipédia-szócikk fordításán alapul.  Az eredeti cikk szerkesztőit annak laptörténete sorolja fel. Ez a jelzés csupán a megfogalmazás eredetét és a szerzői jogokat jelzi, nem szolgál a cikkben szereplő információk forrásmegjelöléseként.